# キャラハン邸
キャラハン邸（きゃらはんてい）は、大分県大分市一木にある建造物。
1880年（明治13年）に宣教師のウィリアム・ジャクソン・キャラハンの指導により日本人の大工によって大分県中津市に建設された。
大分県北部では唯一の洋館であった。
長らく空き家状態であったが、当時の日本文理大学の学長が名乗りを上げ、1993年（平成5年）に大分市内の日本文理大学の敷地内に移設されて現在に至る。修復・移設には1億円ほどかかったという。

## 関連書籍
- 『キャラハン邸物語 - 宣教師館をかけぬけた100年』（保坂康夫著、三修社刊）ISBN 978-4384010282